# ۱۲۷۳ (میلادی)

## رویدادها
- ۱۸ ژانویه: زمین‌لرزه تبریز. در شب چهارشنبه ۱۸ کانون ثانی ۱۵۸۴ س. زمین‌لرزه بزرگی در آذربایجان روی داد. در تبریز خانه‌های بسیاری فرو ریخت و نوک مناره‌ها فرو افتاد، اما آسیب‌ها بسیار دامنه دار نبود و تنها ۲۵۰ تن کشته شدند. لرزه‌های متناوب به مدت حدود چهار ماه ادامه داشت.